# Збройні сили Чилі
Збройні сили Чилі (ісп. Fuerzas Armadas de Chile) — сукупність військ Республіки Чилі, призначена для захисту свободи, незалежності і територіальної цілісності держави. Складаються з сухопутних військ, військово-морських сил та повітряних сил.